# Habermann
Habermann ist ein deutscher Familienname.

## Namensträger
- Abraham Meir Habermann (1901–1980), deutsch-israelischer Mediävist
- Adolf Habermann (1913–1999), deutscher Elektroingenieur, Rektor der Fachhochschule Konstanz
- Albert Habermann (1913–1987), deutscher Maler und Grafiker
- Alexandra Habermann (* 1937), deutsche Bibliothekarin
- Alfred Habermann (1930–2008), deutsch-tschechischer Kunstschmied
- Caspar Habermann (1635–1676), deutscher Jurist, Professor der Rechte an der Universität Rostock
- Christoph Habermann (* 1953), deutscher Politiker (SPD)
- Ernst Habermann (Politiker) (1866–1958), deutscher Politiker, Oberbürgermeister von (Berlin-)Wilmersdorf
- Ernst Habermann (1926–2001), deutscher Pharmakologe und Toxikologe
- Eugen Habermann (1884–1944), estnischer Architekt
- Eva Habermann (* 1976), deutsche Schauspielerin
- Franz von Habermann (1788–1866), österreichischer Beamter und Schlachtenmaler
- Franz Xaver Habermann (1721–1796), deutscher Ornamentstecher
- Friederike Habermann (* 1967), deutsche Volkswirtin
- Georg von Habermann (1766–1825), General der königlich bayerischen Armee
- Gerd Habermann (* 1945), deutscher Wirtschafts- und Sozialwissenschaftler
- Günther Habermann (* 1950), deutscher Fußballschiedsrichter
- Gustav von Habermann (1818–1878), Rittergutsbesitzer und Mitglied des Deutschen Reichstags
- Gustav Habermann, deutscher evangelischer Theologe und Publizist
- Harald Habermann (* 1951), deutscher Politiker (SPD)
- Heike Habermann (* 1955), deutsche Politikerin (SPD) und Diplompädagogin
- Heiko Habermann (* 1962), deutscher Ruderer
- Heinz Habermann (1938–2022), deutscher Designer
- Helmut Habermann (1917–2009), Pionier der Magnetlager
- Hugo von Habermann (1849–1929), deutscher Maler
- Hugo von Habermann der Jüngere (1899–1981), deutscher Maler
- Ina Habermann (* 1965), Anglistin und Hochschullehrerin
- Johann Habermann (1516–1590), deutscher lutherischer Theologe und Hebraist
- Josef Habermann (1841–1914), österreichischer Chemiker
- Julian Habermann (* 1993), deutscher Opern-, Konzert- und Liedsänger in der Stimmlage Tenor
- Konstanze Habermann (* 1978), deutsche Fotografin
- Kurt Habermann (1939–2024), deutscher Fußballspieler
- Marco Habermann (* 1991), deutscher Eishockeyspieler
- Martin Habermann (* 1943), deutscher Politiker (CDU)
- Max Habermann (1885–1944), deutscher Gewerkschafter und Widerstandskämpfer
- Mechthild Habermann (* 1959), deutsche Germanistin
- Michael Habermann (* 1955), deutscher Politiker (SPD)
- Peter Habermann (1877–1946), österreichischer Postfachmann und -funktionär
- Richard Habermann (1843–1896), deutscher Philosoph, siehe Richard Avenarius
- Rudolf Habermann (1884–1941), deutscher Dermatologe
- Thomas Habermann (* 1956), deutscher Jurist und Kommunalpolitiker (CSU)
- Wilhelm Habermann (1841–1887), deutscher Sozialdemokrat und Gewerkschafter
- Wilhelm David Habermann (1669–1715), deutscher Mediziner
- Willi Habermann (1922–2001), schwäbischer Mundart-Dichter